# ناقلة الأحماض الأمينية المقترنة بالبروتون
ناقلات الأحماض الأمينية المقترنة بالبروتون تنتمي إلى عائلة سي إل سي 26 إيه 5؛ هم مستقبلات البروتين وظيفتها الرئيسية هي الغشاء حركة الأحماض الأمينية ومشتقاتها. توجد هذه العائلة من المستقبلات بشكل شائع داخل السطح اللمعي للأمعاء الدقيقة وكذلك في بعض الجسيمات الحالة. عائلة الناقل المذاب من الجينات تشمل ما يقرب من 400 البروتينات الغشاء التي تتميز 66 أسرة في المجموع. عائلة إس إل سي 36 خرائط الجينات للكروموسوم 11. تنوع هذه المستقبلات واسع، مع القدرة على نقل كل من الأحماض الأمينية المشحونة وغير المشحونة جنبًا إلى جنب مع مشتقاتها. في مجال البحث والممارسة، يعد كل من سي إل سي 36 أيه 1/2 هدفًا لنظم الإيصال القائمة على الأدوية لمجموعة واسعة من الإضطرابات.

## هيكل(بنية)
ناقل حمض البروتين البشري هو 5585 زوج قاعدة طويلة ورموز للبروتين 476 حمض أميني طويل. يحتوي الناقل على تسع مناطق عبر الغشاء حيث تواجه المحطة الأمينية السيتوبلازم. تمت دراسة ناقل حمض بروتين الفئران على نطاق واسع وعثر على تطابق تسلسل الأحماض الأمينية بنسبة 85% بين ناقل حمض البروتين البشري وناقل حمض بروتين الفئران. ويوجد الجين الخاص بناقل حمض البروتين البشري على كروموسوم 5 كِيو31 - 33 وهو مكون من 11 إكسونًا التي هي مناطق الترميز. يبدأ موقع الترجمة الخاص به في إكسون 2 ويحتوي إكسون 11 على موقع الإنهاء.

## ناقلات الأحماض الأمينية المقترنة بالبروتون 1 و 2
الوزن الجزيئي لناقل الأحماض الأمينية المقترن بالبروتون 1 هو 53.28 كيلو دالتون؛ الوزن الجزيئي SLC36A2 هو 53.22 كيلو دالتون. عثر على ناقل حمض بروتين في الجسيمات الحالة في الخلايا العصبية في الدماغ ولكن أيضًا في الغشاء القمي للخلايا الظهارية المعوية حيث يرتبط بحدود الفرشاة. ناقل الأحماض الأمينية المقترن بالبروتون 1 لديه تقارب أعلى للبرولين مما هو عليه بالنسبة للجليسين والألانين يوجد ناقل الأحماض الأمينية المقترن بالبروتون 2 تحت الخلايا في الكلى والرئتين والحبل الشوكي والدماغ ومن المحتمل أن يكون له دور في الخلايا العصبية النخاعية. لديها تقارب أعلى عموما للجليسين، ألانين، والبرولين من ناقل حمض بروتين ولكن هو أكثر تحديدا لما يمكن أن تمنع ذلك.

## كيمياء حيوية
على عكس معظم ناقلات الأحماض الأمينية في تبادل الصوديوم مع ناقل الأحماض الأمينية بنفس الإتجاه، تعمل ناقلات الأحماض الأمينية المقترنة بالبروتون مثل الهيدروجين مع الأحماض الأمينية بنفس الإتجاه. تقع داخل السطح اللمعي للأمعاء الدقيقة وداخل الجسيمات الحالة، لذا فإن عملها يعمل في الإمتصاص في الأمعاء وفي مسار التدفق بعد الهضم داخل الجسيمات. على عكس ناقلات الأحماض الأمينية النموذجية للثدييات والتي تعمل في تبادل متماثلات الصوديوم/الأحماض الأمينية، تعمل هذه الناقلات في تبادل الهيدروجين/ نفس إتجاه الأحماض الأمينية. يمكن قياس نشاط الناقلات، مثل ناقلة الأحماض الأمينية المقترنة بالبروتون 1 وناقل الأحماض الأمينية المقترنة بالبروتون 2 في الغشاء القمي للطبقة الظهارية البشرية للخلايا المحملة بأصباغ حساسة لدرجة الحموضة. يمكن قياس التغيير في إمكانات الغشاء عن طريق إمتصاص الأصباغ الحساسة للأس الهيدروجيني وما يرتبط بها من تدفق أيونات الهيدروجين. تعتبر البروتينات المشاركة في هذه الناقلات مبادلات أيون شحنته سالبة.

## وظيفة
وظيفة ناقلات الأحماض الأمينية المقترنة بالبروتون هي حركة الغشاء للأحماض الأمينية ومشتقاتها لإمتصاصها بواسطة السطح اللمعي للأمعاء الدقيقة أو الهضم بواسطة البروتينات داخل الجسيمات. في ذبابة الفاكهة النماذج، والتعبير عن الجينات الأسرة عائلة الناقل المذاب أن ترميز لنقل الأحماض الأمينية إلى جانب البروتون يرتبط إرتباطًا مباشراً بالنمو المعتمد على المغذيات. في البشر، لوحظت أنماط تعبير مماثلة وترتبط وظيفتها بموقعها تشريحياً. إن التواجد داخل صفيحة الأمعاء الدقيقة يسمح بالإمتصاص الوظيفي للأحماض الأمينية المنقولة ومشتقاتها. غالبية إمتصاص العناصر الغذائية داخل هذه المنطقة من الأمعاء، ومن المنطقي أن تكون هذه الناقلات موجودة في جميع أنحاء هذا النسيج.

## بروتون يقترن الأحماض الأمينية الناقل غير وظيفية
في مرض وراثي إيمينوجليسينوريا، هناك خلل في الجينات البشرية الناقلة للأحماض الأمينية المقترنة بالبروتون 1 و2 مما يؤدي إلى خلل في إمتصاص البرولين والجليسين. بيلة إيمينوجليسينو هي إضطراب وراثي جسمي متنحي في الأنبوب الكلوي. يؤدي نقص إمتصاص الجلايسين والبرولين إلى إفرازات بولية زائدة تحتوي على أحماض أمينية. إذا كانت الناقلات لا تعمل بشكل صحيح، فقد لا يمتص الدواء الذي يساعدون عادة في الدخول إلى الخلية ويمكن أيضًا أن تحول دون وظيفتها من قبل مشتقات التربتوفان والسماح للإستكشاف في وظيفة ناقل حمض البروتين البشري 1 وناقل حمض البروتين البشري 2. بالإضافة إلى ذلك، تلعب الطفرات التي تؤدي إلى تغييرات هيكلية في مواقع ربط الأحماض الأمينية دوراً في نقلها الوظيفي.

## تخليق الحيوي
ينسخ تسلسل الحمض النووي لهذه الناقلات في نواة الخلية بواسطة بوليميراز الحمض النووي الريبي ويخضع للربط والسد قبل أن ينتقل إلى السيتوبلازم. في السيتوبلازم، تبدأ الترجمة عبر تسلسل في إكسون 2 من الرنا المرسال. بعد ذلك، يقوم طي البروتين والتعبئة بإدخال الناقل في الغشاء. يحتوي البروتين على جسيم التعرف على الإشارة الذي تعرف عليه لأنه يترك الريبوسوم. ن-غليكوزيليشن في مواقع مختلفة على ناقل حمض البروتين البشري1 ضروري لوظيفة النقل. ثلاثة من بقاياها خارج الخلية هي غليكوزيلاتيد وتحديد فعالية النقل.

## أهمية سريرية
التعبير عن الرنا المرسال ناقل حمض البروتين1 في الجهاز الهضمي بين المعدة والقولون النازل، ولكنه غائب بشكل عام في المريء والأعور والمستقيم. هذا يسمح للعلاجات المختلفة التي تؤثر على تقارب البروتين الناقل لركائزه، مما يعطي القدرة على علاج مختلف الأمراض المتعلقة بالأحماض الأمينية. ناقل حمض البروتين البشري 1 وناقل حمض البروتين البشري2 مهمة في إمتصاص بعض الأدوية، وخاصة مشتقات الأحماض الأمينية النشطة صيدلانيا. كما يستهداف بالأدوية المستخدمة كمضادات للاختلاج وسرطان البروستاتا وسرطان المثانة. ناقل حمض البروتين البشري 1 و2 هي جزء لا يتجزأ من الجهاز العصبي المركزي لأنها نقل غابا ونظائرها التي يمكن أن تحفز وتأثير مثبط ومثير في الدماغ.